# Ramerberg
Ramerberg è un comune tedesco di 1 378 abitanti, situato nel land della Baviera.